# Chapelle du Valentin
Ne doit pas être confondu avec Basilique Notre-Dame du Valentin.
La chapelle du Valentin est un lieu de culte méthodiste de Lausanne, en Suisse. Elle est la plus ancienne église méthodiste du pays. 

## Histoire
Le méthodisme wesleyen arrive en Suisse romande en 1840, consécutivement à l’établissement d’une œuvre missionnaire en France. Le premier pasteur méthodiste actif à Lausanne est l’Anglais Charles Cook, bientôt aidé par un deuxième pasteur, qui s’installe à Aigle. En 1856, les méthodistes anglais sont rejoints par des missionnaires méthodistes épiscopaux d'Allemagne, issus d’une branche nord-américaine du mouvement. Les deux communautés, bien qu’elles partagent une salle de réunion exiguë qui se trouve alors à la Palud et qu’elles aient une théologie très semblable, conservent leur indépendance administrative et juridique.
En 1860, avec l’arrivée du pasteur guernesiais James Hocart, on établit à Lausanne un séminaire de formation pour les ministres méthodistes de langue française, les étudiants logeant chez le pasteur. Cependant, cette situation est inconfortable et Hocart sollicite l’aide des méthodistes anglais pour construire un lieu de culte dédié, proposant qu’il soit élevé comme monument à la mémoire du Vaudois Jean-Guillaume de La Fléchère, alias John William Fletcher dans sa forme anglicisée, un proche de John Wesley et l’un des premiers grands théologiens du méthodisme. En 1865, Hocart charge l’architecte Jules-Louis Verrey d’établir un plan et devis pour le nouvel édifice. La hiérarchie anglaise, toutefois, ne goûte guère les plans qu'il propose en 1866, leur reprochant un manque de monumentalité. On choisit donc de s'adresser à un architecte anglais, Elijah Hoole (1838-1912), qui a œuvré notamment en Angleterre et au Canada. Celui-ci conçoit un projet entièrement nouveau, dont l’exécution est confiée à Jules-Louis Verrey. Ce dernier est toutefois obligé d’apporter de nombreuses simplifications en raison de difficultés de trésorerie.
Premier lieu de culte méthodiste en Suisse, la chapelle du Valentin, qui doit son nom à la colline du Valentin à laquelle elle est adossée, est donc construite en 1866-1867 à l'ouest de la place de la Riponne, à côté de l’École de Charité, devenue Collège cantonal de 1879 à 1937. Elle est flanquée d’un presbytère. 
Les méthodistes wesleyens, dont la théologie recoupait largement celle de l'Église libre, ont cessé leurs activités à Lausanne en 1901 et vendu les bâtiments de la Riponne aux méthodistes épiscopaux de langue allemande. Avec les années, cependant, le français a progressivement fait son retour à la chapelle, finissant par remplacer l'allemand. La communauté porte maintenant le nom français d'Église évangélique méthodiste de Lausanne et est rattachée à l'Église évangélique méthodiste en Suisse. 

## Description
La chapelle, de plan rectangulaire, présente des façades en pierre de taille à percements d’esprit néogothique. Elle est flanquée d’une imposante tour rectangulaire qui abrite l’escalier et sépare le lieu de culte de l’habitation du pasteur. Cette dernière, légèrement en retrait, avec des murs crépis et des baies rectangulaires à légers coussinets, présente un balcon au premier étage, côté place de la Riponne. Un deuxième corps de logis, situé à l’arrière du premier, s’étend quant à lui jusqu’à la rue du Valentin.
La salle de culte se trouve au premier étage. Son entrée principale est située latéralement, au haut de l’escalier logé dans la tour. La nef, rectangulaire, que prolonge un chœur rectangulaire également, comporte sur trois côtés une galerie reposant sur des colonnettes en fonte. L’espace est coiffé d’une voûte trilobée, en bois et plâtre.
Au rez-de-chaussée, la « salle Fletcher » était initialement louée à la Municipalité de Lausanne et utilisée comme salle d’école ; elle a été fréquentée notamment par l’écrivain vaudois Charles-Ferdinand Ramuz.